# Villa Lugano
Villa Lugano, meglio conosciuto come Lugano, è un quartiere della periferia sud-ovest della capitale argentina Buenos Aires. Ha una popolazione di circa 114.000 persone.

## Geografia
Villa Lugano sorge nella parte sud del territorio della Città Autonoma di Buenos Aires, presso il confine con la provincia di Buenos Aires. È delimitata da avenida Eva Perón, avenida General Paz, José Barros Pazos, avenida Lisandro de la Torre, avenida Coronel Roca Ave e Escalada.
Confina a nord-est con Parque Avellaneda, ad est con Villa Soldati, a sud con Villa Riachuelo, ad ovest con il partido bonaerense di La Matanza, e a nord-ovest con Mataderos.

## Storia
Villa Lugano è stata fondata nel 1908, quando lo svizzero Giuseppe Ferdinando Francesco Soldati, decise di fondare una città con il nome del suo luogo di nascita: Lugano.
Soldati nacque il 30 maggio 1864 a Neggio (Canton Ticino, Svizzera) vicino a Lugano. Ha acquistato una fattoria vicino alla posizione attuale della strada e Murguiondo Ave Riestra. Nel 1912 viveva a Villa Lugano una quarantina di famiglie.
A Villa Lugano alcune famiglie hanno conservato l'uso del dialetto ticinese della lingua lombarda.

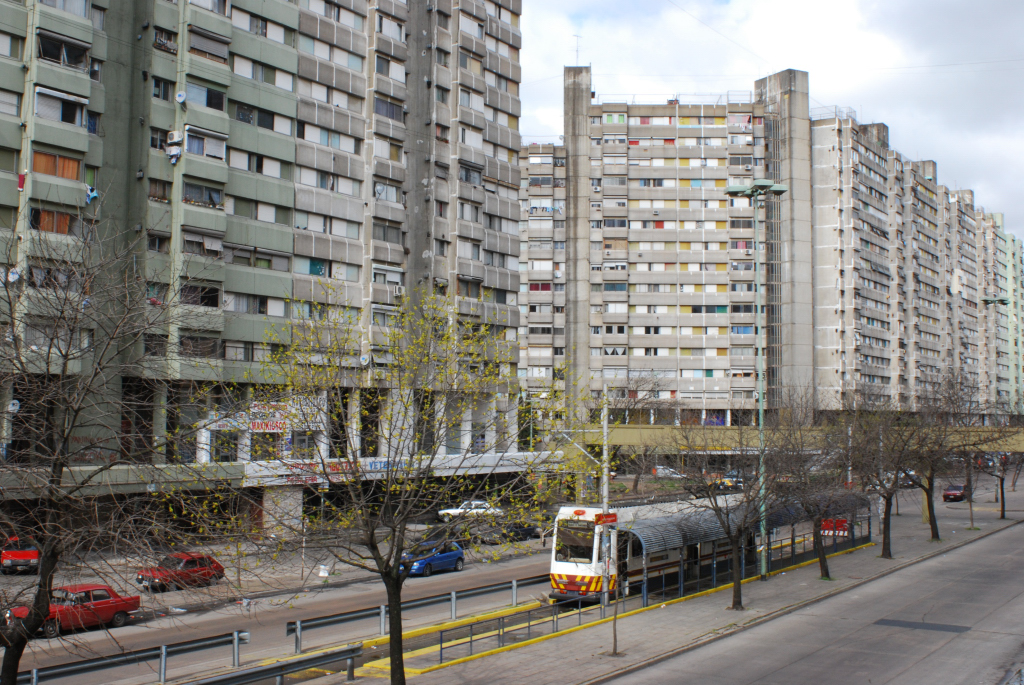
Case popolari del Barrio Villa Lugano. Questo complesso è il complesso di case popolari più grosso dell'America Latina

## Infrastrutture e trasporti
Le due principali vie d'accesso al quartiere sono l'avenida General Paz, la grande autostrada che separa Buenos Aires dalla provincia, e l'autostrada Luis Dellepiane che unisce il centro della capitale argentina con l'aeroporto di Ezeiza.

## Sport
La principale società sportiva del quartiere è il Club Atlético Lugano, che disputa le sue partite interne presso lo stadio José María Moraños, situato nella località di Tapiales, nel partido di La Matanza, in provincia di Buenos Aires.